# Навалихины
Навалихины — деревня в Слободском районе Кировской области в составе Шиховского сельского поселения.

## География
Находится на правом берегу Вятки на расстоянии примерно 12 км на восток-юго-восток от Нового моста через Вятку в городе Киров.

## История
Известна с 1671 года как деревня Мальцовская с 1 двором, в 1764 году учтено было 49 жителей. В 1873 году В деревне (тогда Мальцовский или Навалихины) было учтено дворов 11 и жителей 92, в 1905 22 и 151, в 1926 31 и 158, в 1950 24 и 102. В 1989 году оставалось 5 жителей. 

## Население
Постоянное население  составляло 7 человек (русские 100%) в 2002 году, 4 в 2010.